# Anatoli Andrejewitsch Banischewski
Anatoli Andrejewitsch Banischewski (russisch Анатолий Андреевич Банишевский, aserbaidschanisch Anatoli Banişevski; * 23. Februar 1946 in Baku, Sowjetunion; † 10. Dezember 1997 Baku, Aserbaidschan) war ein sowjetischer Fußballspieler und später -trainer, der später die aserbaidschanische Nationalität besaß.

## Leben
Banischewski stammte aus einer russischen Familie aus Baku, die der religiösen Gruppe der Molokanen angehörte. Während seiner gesamten Vereinskarriere spielte er ausschließlich für Neftschi Baku. Mit Neftschi belegte er 1966 den 3. Platz der sowjetischen Liga, was für den Verein der größte Erfolg vor der Unabhängigkeit Aserbaidschans war.
In der sowjetischen Nationalmannschaft spielte er von 1965 bis 1972. Außerdem nahm er an der Weltmeisterschaft 1966 in England teil, wo die Sowjetunion den 4. Platz belegte. Er bestritt bei diesem Turnier fünf Spiele und erzielte dabei ein Tor gegen Nordkorea. Insgesamt spielte Anatoli Banischewski 50-mal (19 Tore) bzw. nach FIFA-Lesart 46-mal (18 Tore) für die Sbornaja. Nach seiner aktiven Spielerkarriere begann er 1981 als Trainer bei seinem alten Verein. Wegen anhaltender gesundheitlicher Probleme beendete er dieses Engagement 1983.
Banischewski litt nach seiner aktiven Zeit an Pankreatitis und Diabetes, 1987 fiel er erstmals in diabetisches Koma, 1991 zum zweiten Mal. Er verfiel zunehmend dem Alkoholismus, was schließlich zum Scheitern seiner Ehe führte. In den 1990er-Jahren lebte er zeitweise als Obdachloser auf den Straßen Bakus, bevor er seine neue Frau Saida kennenlernte, mit der er seine Alkoholabhängigkeit überwinden konnte.
Banischewski starb 1997 im Alter von nur 51 Jahren, nachdem er ein drittes Mal in diabetisches Koma gefallen war. Er wurde auf dem Ehrenfriedhof in Baku beigesetzt.
2003 wurde Banischewski im Rahmen des 50-jährigen Jubiläums der UEFA als bester aserbaidschanischer Fußballspieler der letzten 50 Jahre ausgezeichnet.